# (27095) Girardiwanda
(27095) Girardiwanda (1998 UE23) – planetoida z pasa głównego asteroid okrążająca Słońce w ciągu 3,2 lat w średniej odległości 2,17 j.a. Odkryta 25 października 1998 roku.